# Emil Weise

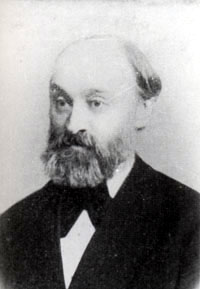
Emil Weise, ca. 1890

Julius Emil Weise (* 13. März 1832 in Lauban; † 13. April 1899 in Dresden) war ein deutscher Jurist, preußischer Verwaltungsbeamter und Oberbürgermeister von Naumburg und Kassel.

## Leben
Julius Emil Weise wuchs in Lauban (heute: Lubán) in der damals preußischen Provinz Schlesien auf. Nach Jurastudium und Promotion wurde er 1860 Gerichtsassessor und ein Jahr später Bürgermeister in der ca. 80 km östlich seiner Heimatstadt gelegenen Stadt Jauer (heute Jawor). 1864 wurde er erster besoldeter Stadtrat in Naumburg an der Saale, dort 1866 Beigeordneter, 1867 Bürgermeister und schließlich am 3. März 1867 Oberbürgermeister.
Am 11. Juli 1873 wurde er im großen Saal des Stadtbaus an der Fuldabrücke von dem aus Mitgliedern des Kasseler Stadtrats, des ordentlichen und des außerordentlichen Bürgerausschusses bestehenden Wahlgremium zum Stellvertreter des Oberbürgermeisters von Kassel, Friedrich Nebelthau gewählt. Zwei Jahre später starb Nebelthau. Weise wurde am 4. Dezember 1875 selbst Oberbürgermeister und bezog mit seiner Familie die Oberbürgermeister-Dienstwohnung im Rathaus in der Oberen Karlsstraße. Wie sein Vorgänger war Weise Mitglied der Nationalliberalen Partei (NLP). 1887 wurde er mit großer Mehrheit auf acht Jahre wiedergewählt und 1891 zum Geheimen Regierungsrat ernannt.

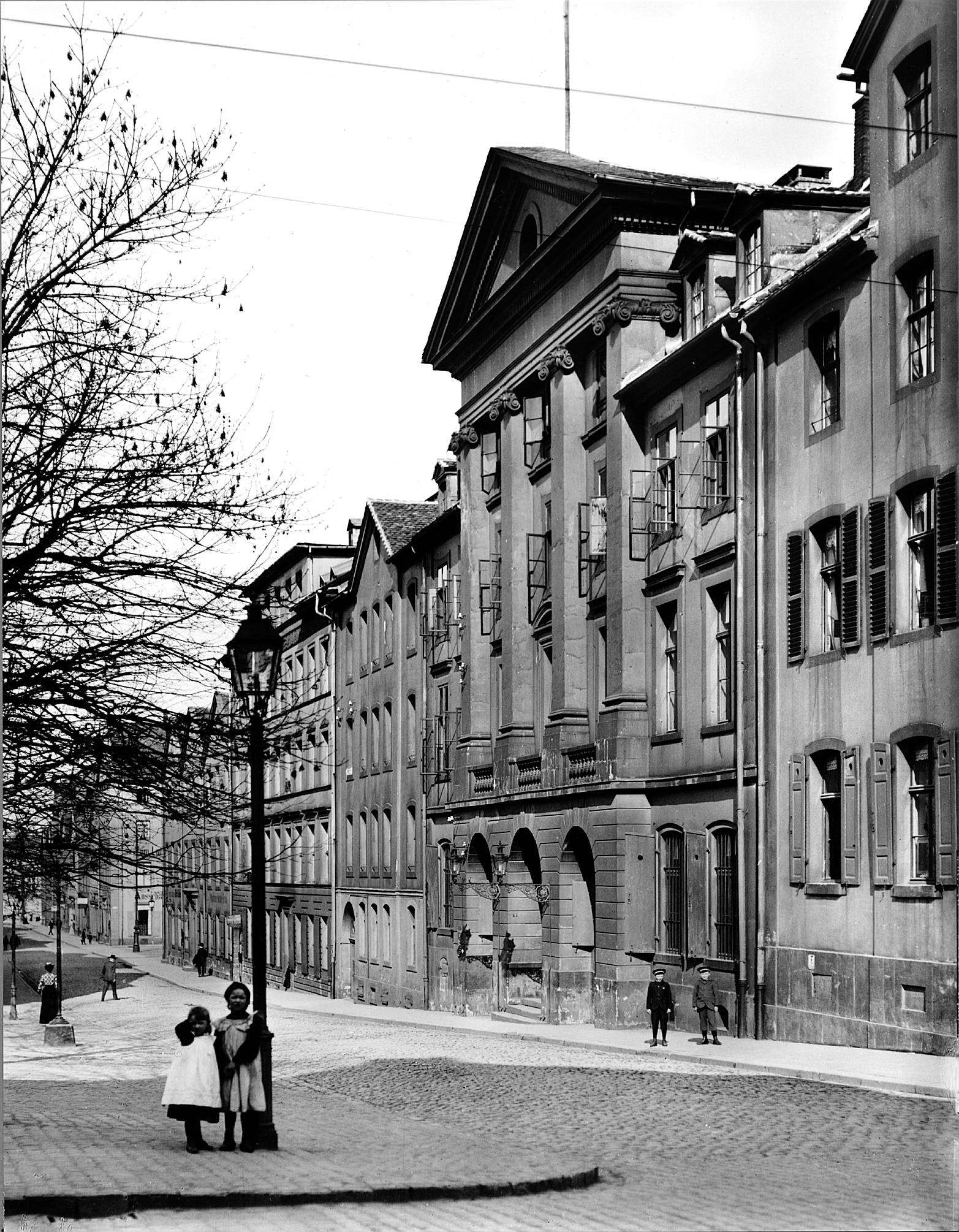
Das alte, 1909 abgebrochene Kasseler Rathaus, Wohn- und Arbeitssitz Weises

Während Weises 19-jähriger Amtszeit an der Spitze der Stadtverwaltung entwickelte sich die alte Residenz- und Beamtenstadt zu einer aufstrebenden Industriemetropole, deren Einwohnerzahl von ca. 50.000 im Jahr 1873 auf ca. 75.000 im Jahr 1892 wuchs. Mit ca. 1.600 Mitarbeitern war die Maschinenfabrik Henschel & Sohn das größte Unternehmen und produzierte an seinem Standort nordöstlich der Innenstadt bis 1890 über 3000 Lokomotiven. 1882 wurde die Waggonfabrik Wegmann & Co. in Rothenditmold gegründet. Bedeutend wurde auch die Textilindustrie, die Unternehmer wie Sigmund Aschrott, Heinrich Salzmann und Moritz Gottschalk von der Heimarbeit zur Fertigung in Fabriken entwickelten. Viele weitere Industriezweige und Handelseinrichtungen kamen hinzu.
Kassels neue Funktion als Hauptstadt der 1868 gegründeten preußischen Provinz Hessen-Nassau, Sitz der Bezirksregierung und des Generalkommandos des XI. Armee-Korps beförderten die Stadtentwicklung. So wurde mit den französischen Reparationszahlungen nach dem Deutsch-Französischen Krieg für das zuvor in der Innenstadt stationierte Infanterieregiment 83 eine erheblich vergrößerte Anlage an der Kölnischen Straße im Westen errichtet, durch die spätere Hohenzollernstraße erschlossen und hierdurch die Entwicklung des Vorderen Westens eingeleitet. 1878 folgte die Fertigstellung des Train-Depots und der Train-Kaserne zwischen Ihringshäuser Allee und der Möncheberger Straße.
In der Innenstadt konnte 1877 die noch unter Weises Vorgängern konzipierte Gemäldegalerie eingeweiht werden. Ab 1878 entstand anstelle der Bauruine der alten Chattenburg ein neues Regierungsgebäude. 1881 wurde eine Kaiserliche Hauptpost am Königsplatz gebaut.

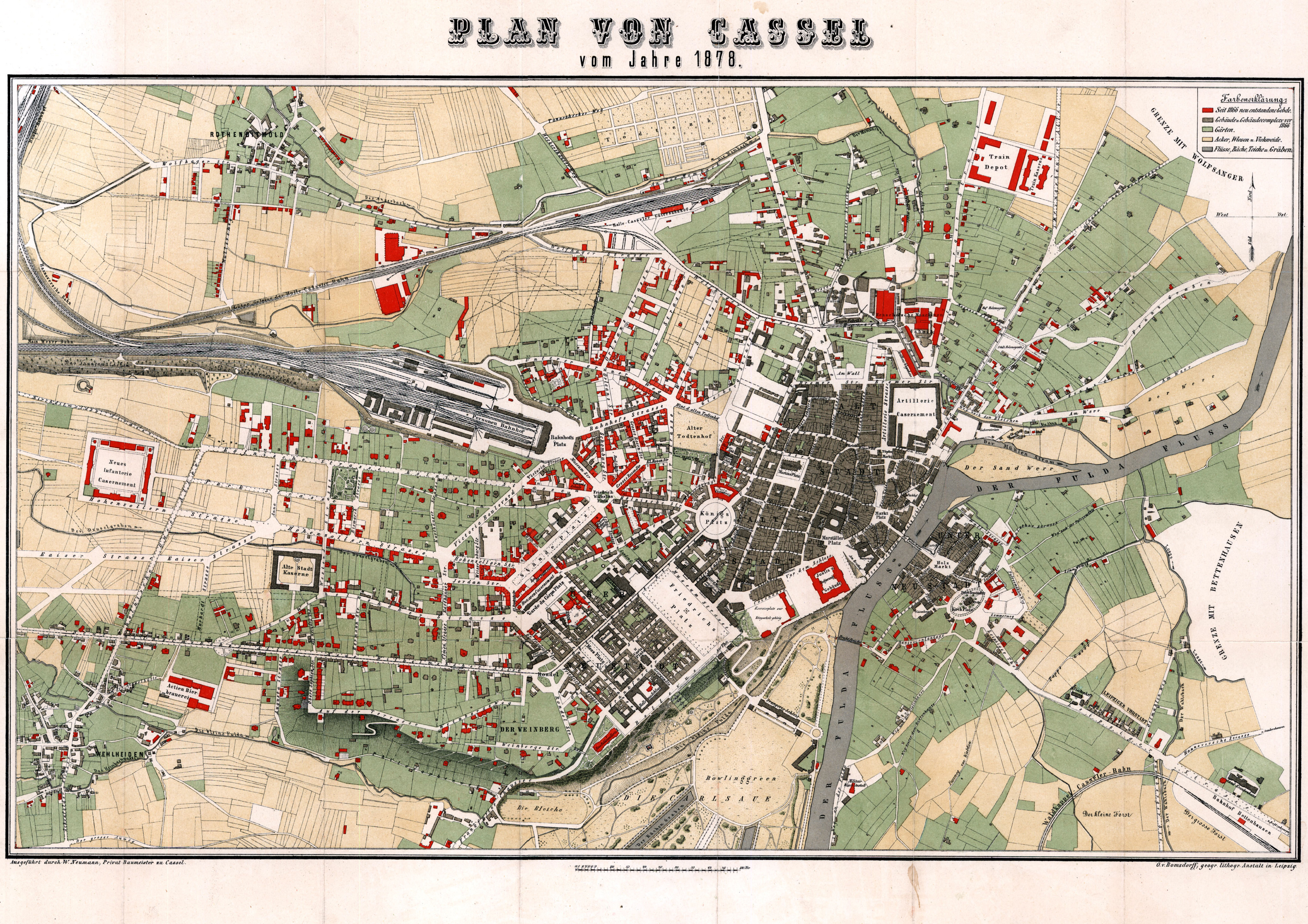
Stadtplan von 1878 mit Hervorhebung der seit 1866 entstandenen Gebäude

Eine besondere Herausforderung stellte die Erschließung neuer Wohnbauflächen für die wachsende Bevölkerung dar. Bereits in den 1860er Jahren hatte Siegmund Aschrott begonnen, Flächen im westlichen Stadtgebiet sowie in den Gemarkungen Wehlheiden, Kirchditmold und Wahlershausen aufzukaufen, um sie auf eigene Rechnung zu erschließen und dann, bebaut oder unbebaut, gewinnbringend zu verkaufen. Ließ die Stadt ihm hierbei zunächst noch freie Hand im Sinne eines Laissez-faire, zumal die Zuständigkeiten zwischen Stadt und Polizeidirektion noch unklar waren, so gelang es Weise zunehmend, über städtebauliche Verträge auch die öffentlichen Interessen in die Planung und Durchführung einzubringen und die Qualität der städtebaulichen Planung zu erhöhen. Auf Grundlage des 1875 erneuerten preußischen Fluchtliniengesetzes beschloss und veröffentlichte 1884 der Stadtrat ein Statut zur weiteren Entwicklung des Vorderen Westens.
Weise galt als „redlicher Sachwalter der Kasseler Belange“. Sein „vornehmer, humaner Sinn“ zeigte sich auch in seiner entschiedenen Ablehnung der Antisemitenpetition der Berliner Bewegung, die 1880 auch in Kassel diskutiert wurde.
1891 konnte Weise für die Stadt Kassel eine Waisenhausstiftung des Unternehmers George André Lenoir, die später auf 6,5 Millionen Mark aufgestockt wurde, entgegennehmen. Im September des Jahres empfing er in Kassel Kaiser Wilhelm II., der seitdem regelmäßig Schloss Wilhelmshöhe als Sommerresidenz nutzte.
Ende 1892 trat Weise aus gesundheitlichen Gründen von seinem Amt vorzeitig zurück. Er zog zunächst nach Freiburg im Breisgau und später nach Dresden, wo er 1899 starb.
Von allen Oberbürgermeistern der Stadt hatte er bis heute die längste Amtszeit. „Güte und Menschlichkeit waren seine hervorstechenden Eigenschaften“ hieß es in einem Nachruf. Seine Frau Johanna überlebte ihn 22 Jahre.